# جولي كوب
جولي كوب (بالإنجليزية: Julie Cobb)‏ هي ممثلة أمريكية، ولدت في 29 مايو 1947 في لوس أنجلوس في الولايات المتحدة.

## وصلات خارجية
- جولي كوب على موقع IMDb (الإنجليزية)
- جولي كوب على موقع أول موفي (الإنجليزية)
- جولي كوب على موقع قاعدة بيانات الفيلم (الإنجليزية)